# Міжнародна академія кераміки
Міжнаро́дна акаде́мія кера́міки (англ. International Academy of Ceramics, IAC, фр. Académie Internationale de la Céramique, AIC)) — міжнародна професійна асоціація художників-керамістів. Розташована в Женеві і діє в усьому світі. З 1958 року Академія є афілійованою організацією ЮНЕСКО, спочатку на консультативній основі, а з 2001 року — як офіційний партнер у культурній сфері.
Академію заснував 1952 року Генрі Дж. Рейно з метою сприяння дружбі та спілкуванню між керамістами у всьому світі. Це досягається, серед іншого, розвитком усіх форм міжнародного співробітництва з метою просування кераміки та підтримки виробництва на найвищому рівні якості. Академія — єдина організація, що працює на міжнародному рівні в середовищі глини.
Кожні два роки Академія організовує міжнародну конференцію для членів і любителів кераміки з усього світу, а також видає внутрішній бюлетень про свої проєкти й діяльність. Кожні два роки також обирають нових членів. У 2022 році асоціація налічувала 831 індивідуального та 77 колективних членів (музеї та інші організації) у 78 країнах. Академію очолює Оріоль Кальво Вергес (кат. Oriol Calvo Vergés), директор Музею глечиків в Аржентоні, на період з 2024 по 2030 рік.